# Fuensanta
Fuensanta község Spanyolországban, Albacete tartományban. Lakosainak száma 287 fő (2024).

## Földrajza
Fuensanta Tarazona de la Mancha, La Roda és Casas de Benítez községekkel határos.

## Népesség
A település lakosságának változását az alábbi diagram mutatja:
| Lakosok száma | 375  | 336  | 369  | 355  | 369  | 345  | 310  | 297  | 280  | 287  |
|               | 2001 | 2004 | 2006 | 2009 | 2011 | 2014 | 2016 | 2019 | 2021 | 2024 |